# أداد إسباني
الأداد الإسباني أو الكرلينية الإسبانية أو الثُغام الإسباني أو الأشخيص الإسباني (باللاتينية: Carlina hispanica) نوع نباتي ينتمي إلى جنس الأداد من الفصيلة النجمية.

## الموئل والانتشار
موطنه المغرب العربي وجنوب غرب أوروبا.

## مرادفات للاسم العلمي
- (باللاتينية: Carlina corymbosa subsp. hispanica (Lam.) O. Bolòs & Vigo)
- (باللاتينية: Carlina hispanica Lam. subsp. hispanica)
- (باللاتينية: Carlina hispanica subsp. globosa (Arcang.) Meusel & Kästner)
- (باللاتينية: Carlina hispanica subsp. major (Lange) Meusel & Kästner)